# Maras (Urubamba)
Maras es una localidad peruana, capital del distrito homónimo ubicado en la provincia de Urubamba en el departamento del Cuzco. Se halla a 3300 m s. n. m. sobre una llanura que en el pasado fue una meseta.

## Historia

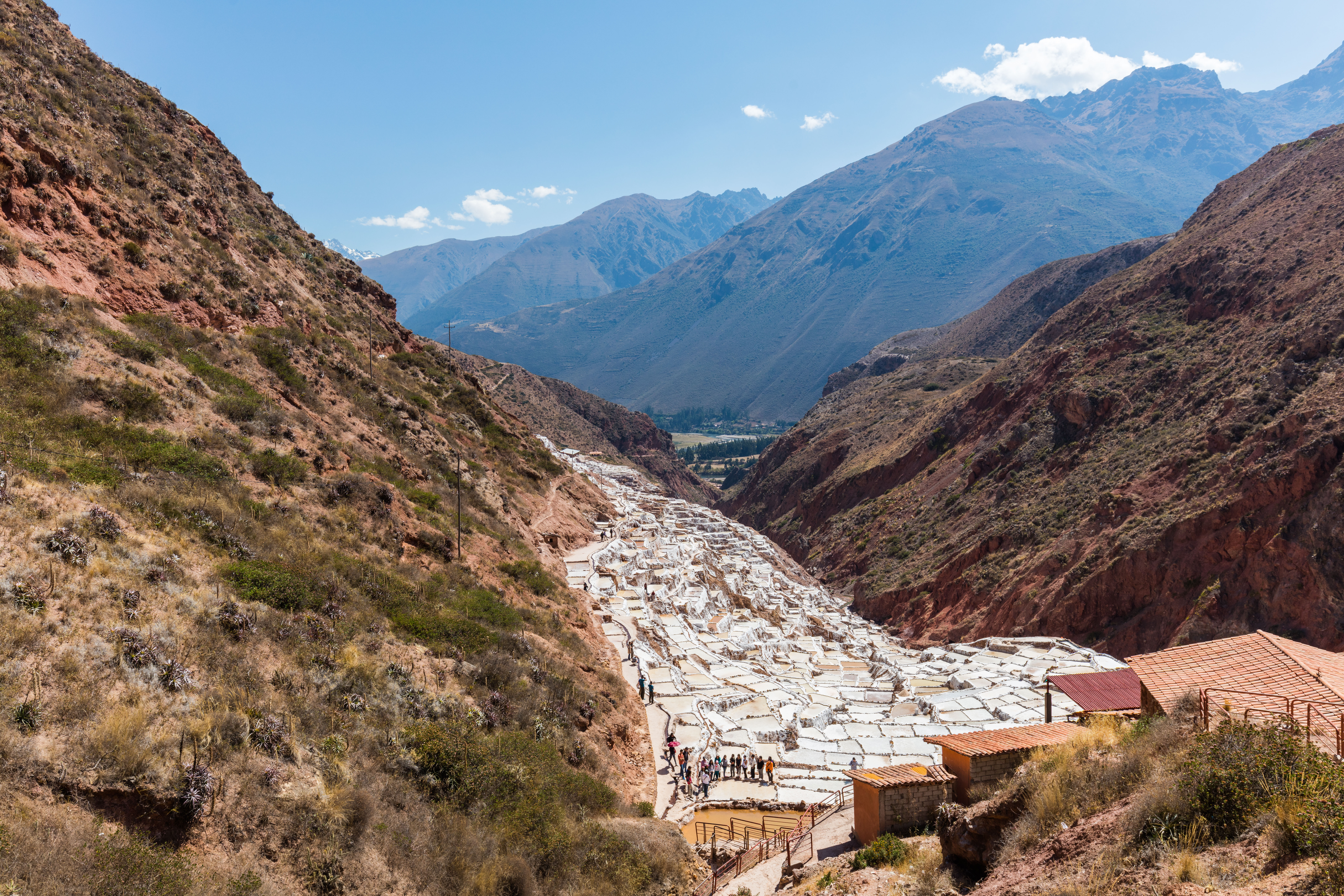
Las famosas salineras de Maras.

El pueblo se fundó en los tiempos coloniales por Pedro Ortiz de Orué. Maras se ocupó cuando los ciudadanos de Cuzco se retiraron de los palacios incas en Cuzco y tuvieron que migrar hacia otros pueblos pequeños tales como es ahora Mara y Sebastián. En el pasado Maras fue un pueblito muy importante, tanto así que fue declarada “Villa de San Francisco de Asís” (Villa: pueblo que trae beneficios). Sin embargo hoy en día es un pueblo aislado y carece de una vida moderna. 

## Clima en Maras
El pequeño Poblado de Maras está Ubicado a 41 kilómetros al oeste de Cusco, perteneciente a la Provincia de Urubamba. Si clima varía según a temporada del Año. Temporada de Lluvias (octubre a marzo) días lluviosos, la temperatura llega a subir máximo hasta 20 °C y baja por las noches 7 °C.  Temporada seca (abril a septiembre) días soleados, con madrugadas frígidas. La temperatura llega a subir hasta los 21 °C y por las noches llega a bajar hasta los 1 °C.

## Atractivos turísticos
En la plaza principal del pueblo (Plaza de Armas) existe un monumento con un conjunto de estatuas representando a una pareja de campesinos y una mula. El pedestal de dicho monumento contiene imágenes de los tres principales atractivos turísticos de la comunidad: las ruinas de Moray, la iglesia colonial de San Francisco y las salineras de Maras.

### Centro arqueológico de Moray

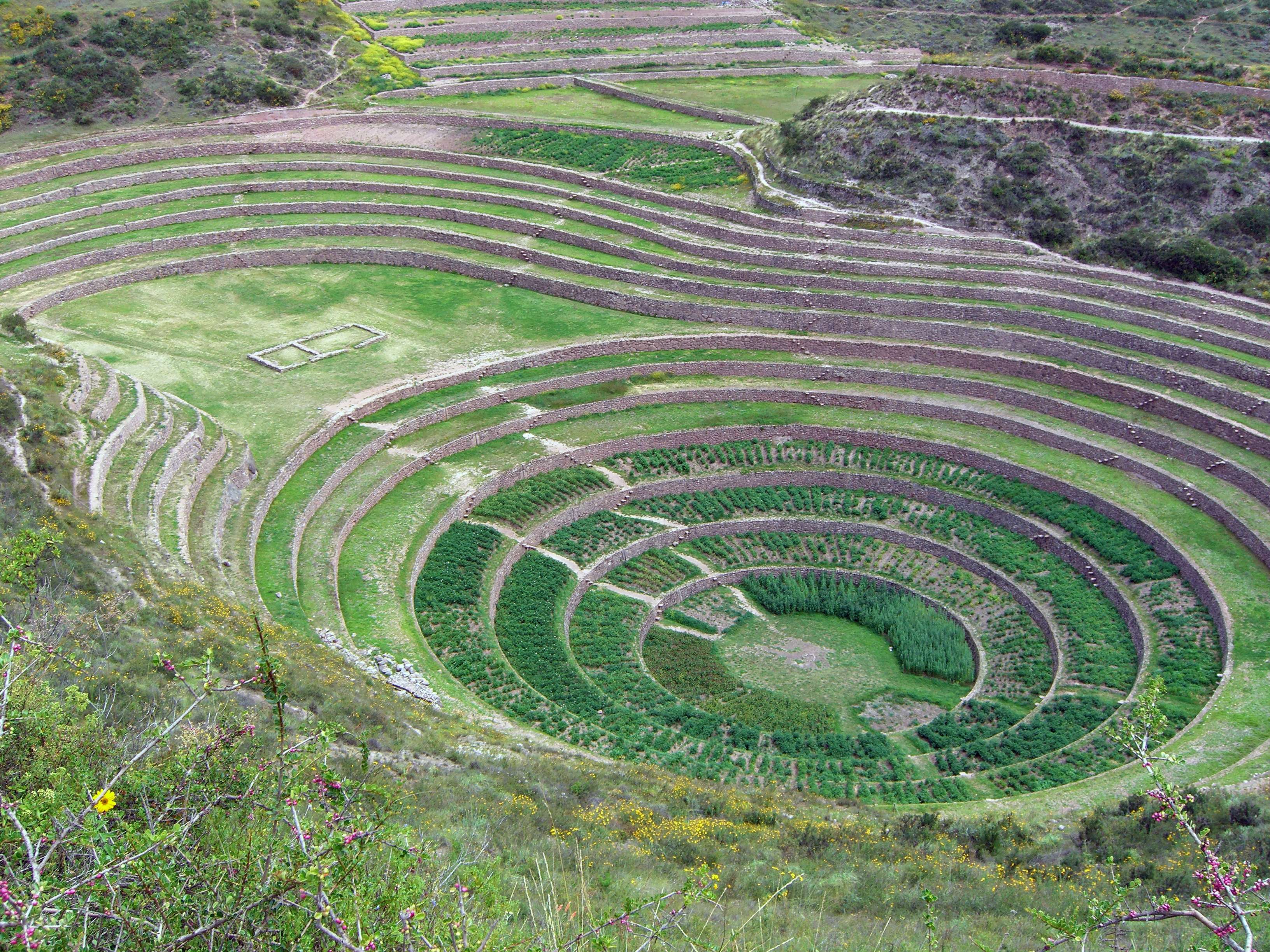
Terrazas circulares de Moray.

A 7 km al oeste de la comunidad se encuentran las ruinas del centro de investigación agrícola incaico de Moray.

### Santuario de Tiobamba
El santuario de Tiobamba es una iglesia colonial hecha de adobe con arquitectura típica religiosa donde se pueden encontrar pinturas cuzqueñas que representan La Última Cena, a Jesús y a los apóstoles. Como Maras es un pueblo sin muchos ingresos, hay instituciones y colegios como el San Silvestre que se encargan de restaurar la iglesia para que sea un mejor atractivo turístico y así este pueblo se pueda desarrollar.

### Las salineras de Maras

Las salineras de Maras.

Hacia el noroeste de este pueblo se encuentran “las salineras de Maras” que son muy conocidas. Se puede llegar allá a pie por un camino de herradura, o también se puede llegar en automotor por una carretera afirmada. Estas salineras son conocidas también como "minas de sal".
Las forman unos 3000 pozos pequeños con un área aproximada de unos 5 m² cada uno. En tiempos de sequía estas se llenan con agua salada que proviene de un manantial natural que se encuentra arriba de los pozos. Cuando el agua se evapora, la sal se cristaliza. Cuando la sal alcanza unos 10 cm de altura desde el piso se retira y después se embolsa en costales de tela para ser enviada a los mercados de la región; hoy esa sal está siendo yodada por normas estatales. Esta sal, además del cloruro de sodio, tiene otros minerales como calcio, hierro, magnesio, zinc y cobre.

### Zona arqueológica De Cheqoq
Uno de los adoratorios importantes del Periodo Intermedio Tardío fue sin duda Aywayro “Cheqoq”. Que es una montaña con rocas en la cima, próxima a la población de Maras. Lugar sagrado dedicado al almacenamiento de productos agrícolas denominado qollkas. Estas obras fueron destruidas e incineradas durante el éxodo que realizó manco inca. Así la región de ollantaytambo desabasteció al enemigo invasor de productos agrícolas. Los taques o trojes (qollkas) tiene un promedio de 1.50 m de altura y sus dimensiones de 1 por 10 m almacenando un total de 1.50 m cuadrados de productos.
Está ubicado junto a la carretera que une el sector de cruzpata con el poblado de maras, al pie del cerro aywayro. En la parte superior tiene un recinto que tiene características de haber sido una waca o adoratorio de la época inka, donde se encontraron restos de alfarería, aunque también de los estilos culturales Wari y qotacalle.
Este conjunto arqueológico se encontraba articulado mediante un camino, con la ciudad del cusco, así como con Machupicchu.